# فدية (وادي العين)

'

تعديل مصدري - تعديل

فدية هي إحدى قرى عزلة وادي العين بمديرية حورة التابعة لمحافظة حضرموت، بلغ تعداد سكانها 110 نسمة حسب تعداد اليمن لعام 2004.